# Hillsborough Stadium
 For alternative betydninger, se Hillsborough. (Se også artikler, som begynder med Hillsborough)
Hillsborough Stadium (normalt bare kaldet Hillsborough) er et fodboldstadion i Sheffield i England, der er hjemmebane for Championship-klubben Sheffield Wednesday. Stadionet har plads til 39.859 tilskuere, og alle pladser er siddepladser. Det blev indviet 2. september 1899 under navnet Owlerton. I 1914 skiftede stadion navn til det nuværende.
På stadionet er der bl.a. spillet to finale-omkampe i den engelske Liga Cup, 26 FA Cup-semifinaler og et utal af landskampe. Desuden har Hillsborough været vært for fire af kampene i VM i 1966 og var Danmarks "hjemmebane" under EM i 1996.

## Historie
Hillsborough er først og fremmest kendt på grund af den stadiontragedie, der fandt sted på stadionet den 15. april 1989, hvor 96 Liverpool-tilhængere blev mast ihjel, da der udbrød panik iblandt tilskuerne. Katastrofen blev startskuddet til en gennemgående ændring af sikkerhedsreglerne, ikke bare på Hillsborough, men på alle engelske fodboldstadioner.